# Osvětimany
Osvětimany település Csehországban, a Uherské Hradiště-i járásban. Osvětimany Skalka, Moravany, Koryčany, Medlovice, Hostějov, Stupava, Buchlovice, Ježov, Labuty, Žeravice és Vřesovice településekkel határos. Lakosainak száma 880 fő (2024. január 1.).

## Népesség
A település lakosságának változását az alábbi diagram mutatja:
| Lakosok száma | 853  | 975  | 1059 | 999  | 871  | 833  | 858  | 876  | 892  | 880  |
|               | 1869 | 1890 | 1921 | 1950 | 1980 | 2001 | 2017 | 2019 | 2022 | 2024 |